# トトネロ・ビス
トトネロ・ビス（伊: totonero-bis、第二次トトネロの意）は、1984年から1986年の間のイタリアセリエA、セリエB、セリエC1、セリエC2におけるサッカーの八百長スキャンダルである。
1986年にイタリア警察とArmando Carbone（ナポリの役員Italo Allodiの友人）によって暴かれた。

## クラブへの処罰
- ウディネーゼ（セリエA）; セリエA 1986-87シーズンから勝点-9（原判決はセリエBへの降格）
- カリアリ（セリエB）; セリエB 1986-87シーズンから勝点-5
- ラツィオ（セリエB）; セリエB 1986-87シーズンから勝点-9（原判決はセリエC1への降格）
- ラネロッシ・ヴィチェンツァ（セリエB）; セリエAへの昇格取消
- トリエスティーナ（セリエB）; セリエB 1985-86シーズンから勝点-1、セリエB 1986-87シーズンから勝点-4
- ペルージャ（セリエB）; セリエC2への降格、1986-87シーズンから勝点-2（原判決はセリエC2への降格、1986-87シーズンから勝点-5）
- パレルモ（セリエB）; セリエB 1986-87シーズンから勝点-5
- フォッジャ（セリエC1）; セリエC1 1986-87シーズンから勝点-5（原判決はセリエC2への降格）
- カヴェーゼ（セリエC1）; セリエC2への降格、1986-87シーズンから勝点-5

## 判決

### 役員および監督
- Guerino Amato（カヴェーゼ会長）; FIGCから5年間の除籍
- Guido Magherini（ロンディネッラ）;  FIGCから5年間の除籍
- Tito Corsi（ウディネーゼ）;  FIGCから5年間の除籍
- Spartaco Ghini（ペルージャ会長）;  FIGCから5年間の除籍
- Gian Filippo Reali（サルニコ）; 3年9カ月（原判決は3年3カ月）
- Ernesto Bronzetti（フォッジャ）; 3年（原判決は5年）
- Dario Mascharin（ヴィチェンツァ会長）; 3年（原判決は5年）
- Antonio Pigino（プロ・ヴェルチェッリ）; 3年
- Giancarlo Salvi（ヴィチェンツァ）; 3年
- Renzo Ulivieri（カリアリ監督）; 3年
- Franco Janich（バーリ）; 6カ月（原判決は1年）
- Aldo Agroppi（ペルージャ監督）; 4カ月
- Onofrio Schillaci（パレルモ）; 4カ月
- Salvatore Matta（パレルモ会長）; 4カ月
- Gastone Rizzato（ヴィチェンツァ）; 4カ月
- Costantino Rozzi（アスコリ会長）; 4カ月
- Giorgio Vitali（モンツァ）; 4カ月

### 選手
- Franco Cerilli（ヴィチェンツァ）; FIGCから5年間の除籍
- Claudio Vinazzani（ラツィオ）; FIGCから5年間の除籍
- Giovanni Lorini（モンツァ）; FIGCから5年間の除籍
- Maurizio Rossi（ペスカーラ）; FIGCから5年間の除籍
- Massimo Caccia（メッシーナ）; 5年
- Giuseppe Guerini（パレルモ）; 3年1カ月
- Giovanni Vavassori（カンパニア＝プテオラーナ）; 3年4カ月（原判決は3年）
- Giovanni Bidese（プロ・ヴェルチェッリ）; 3年3カ月（原判決は3年）
- Maurizio Braghin（トリエスティーナ）; 3年
- Sauro Massi（ペルージャ）; 3年
- Giuseppe Ronco（パレルモ）; 3年
- Giacomo Chinellato（カリアリ）; 2年
- Mauro Melotti (SPAL); 1年6カ月（原判決は3年）
- Alfio Filosofi (Virescit Bergamo); 6カ月（原判決は1年）
- Onofrio Barone（パレルモ）; 5カ月
- ルイジ・カーニ（サンベネデッテセ）; 4カ月
- Antonio Gasparini（モンツァ）; 4カ月
- Mario Giudetti（プロ・ヴェルチェッリ）; 4カ月
- Tullio Gritti（ブレシア）; 4カ月
- Tiziano Manfrin（サンベネデッテセ）; 4カ月
- Antonio Bogoni（チェゼーナ）; 4カ月
- Stefano Donetti（マルティナ・フランカ）; 3カ月
- Silvano Benedetti（パレルモ）; 1カ月
- Tebaldo Bigliardi（パレルモ）; 1カ月
- Massimo Bursi（パレルモ）; 1カ月
- ジャンニ・デ・ビアージ（パレルモ）; 1カ月
- Oliviero Di Stefano（パレルモ）; 1カ月
- Franco Falcetta（パレルモ）; 1カ月
- Andrea Pallanch（パレルモ）; 1カ月
- Claudio Pellegrini（パレルモ）; 1カ月
- Mario Piga（パレルモ）; 1カ月
- Michele Pintauro（パレルモ）; 1カ月
- Mario Romiti（バルレッタ）; 1カ月
- Orazio Sorbello（パレルモ）; 1カ月